# Robert Kromm
Robert Kromm (ur. 9 marca 1984 w Schwerinie) – niemiecki siatkarz, grający na pozycji przyjmującego. Wielokrotny reprezentant Niemiec, uczestnik Mistrzostw Świata w 2006 roku, rozgrywanych w Japonii.

## Sukcesy klubowe
Mistrzostwo Niemiec:
- 2004, 2013, 2014, 2016, 2017, 2018
- 2015

Ligi Mistrzów:
- 2015

Puchar Niemiec:
- 2016

Puchar CEV:
- 2016

## Sukcesy reprezentacyjne
Mistrzostwa Europy Juniorów:
- 2002

Liga Europejska:
- 2009

## Nagrody indywidualne
- 2009: Najlepszy serwujący zawodnik Serie A (50 asów serwisowych) w sezonie 2008/2009[1]
- 2016: Najlepszy siatkarz w Niemczech